# NetBet
O site NetBet é operado pela NetBet Enterprises Ltd. com sede em Malta e está em funcionamento contínuo desde 2001, oferecendo serviços de apostas diversos. A NetBet foi pioneira como operadora de apostas a patrocinar um time de futebol brasileiro, após o governo federal sancionar a MP 846 relacionada às apostas de quota fixa no Brasil em 2018.

## Visão geral
Fundada oficialmente em 2001 e incorporada em julho de 2006, começou a operar sob a empresa Cosmo Gaming Company Ltd., mas manteve a marca NetBet. Posteriormente, a Cosmo Gaming Company passou a se chamar NetBet Enterprises Ltd, mas ainda é possível ver seu nome antigo no rodapé de algumas páginas.
A NetBet é uma plataforma online de apostas internacional que oferece seus serviços em diversos idiomas como espanhol, inglês, japonês, alemão, francês, português, dentre outros, a depender das opções selecionadas. Opera legalmente pela Malta Gaming Authority MGA e pode ser acessada tanto em navegadores web como em seu aplicativo, disponível no Brasil via Google Play.

## Patrocínios

##### Brasileiros
Ao sancionar a Lei 13.756/18, o governo possibilitou que apostas de quota fixa sejam feitas legalmente por meio da internet, mas ainda está em estudos como será feita a localização das empresas, que devem movimentar R$7 bilhões por ano, gerando impostos.
A NetBet iniciou a divulgação de seus serviços de apostas desportivas localizados em português brasileiro em janeiro de 2019 ao patrocinar o time Fortaleza da série B do Brasileirão. Em 2019, a empresa fechou contrato com o time até então série A do campeonato, Vasco da Gama, renovando-o para 2020 e também patrocinando Red Bull Bragantino, outro time série A até então. Em novembro de 2019, o campeão peso-pesado na UFC, lutador de MMA Junior Cigano virou embaixador da marca e estampou promoções relacionadas. Em novembro de 2020 a NetBet se tornou patrocinadora master do BJJ Stars, maior torneio de Jiu-Jitsu brasileiro e fechou parceria com a Liga Universitária São Paulo.

##### Internacionais
Dentre diversos patrocínios internacionais, em 2019 a NetBet lançou campanhas publicitárias itinerantes em táxis, tendo 750 táxis pretos revestidos com a marca NetBet, ocupando as ruas de Londres. Em 2020, uma campanha parecida foi realizada com uma média de 300 ônibus, também em Londres. A NetBet também patrocinou diversos times no esporte, como o OGC Nice em 2014, Steaua Bucaresti em 2015, AS Saint-Etienne e Hamilton Academicals em 2016. Alexandre Ruiz, jornalista esportivo francês de longa data na BeIN Sports, se tornou embaixador da NetBet na França em 2014, se estendendo ao menos até 2021. Daniel Bravo, jogador de futebol francês que jogou pelo Paris Saint-Germain, AS Monaco e Olympique de Marseille, atuou como embaixador da marca NetBet na França de 2012 a 2014. Em 2016, a NetBet assinou um contrato de seis anos com o provedor de jogos Playtech, em um acordo que incluía exclusividades em conteúdo com a Playtech.

## Jogo Responsável
A NetBet trabalha em conjunto com serviços de aconselhamento para o vício em apostas e permite que jogadores estabeleçam limites de depósito e controle de acesso para si mesmos. O site também oferece versões demo de jogos, que podem ser jogados sem apostar dinheiro real, além de proibir o registro de menores de 18 anos.

## Premiações
Em 2016, na Conferência de Jogos da Europa Central e Oriental (CEEGA), a NetBet ganhou o prêmio de Melhor Operador de Apostas Esportivas Online e seu provedor, a SBTech ganhou o melhor Provedor de Apostas Esportivas. Em 2017, a NetBet foi indicada para o prêmio iGB Affiliate Award como Melhor Programa de Afiliados em língua estrangeira (não inglesa). Em 2020, a NetBet foi indicada para o Prêmio EGR como Operadora de Produto Interno.

## Controvérsia
A NetBet e outras empresas do mesmo segmento de apostas sofreram um impacto negativo em 2016 por publicidade em vídeo tratada como enganosa. A ASA condenou os anúncios de outras cinco organizações de jogos de apostas por retratar o resultado dos jogos de apostas online como uma forma de aumentar riquezas, sendo assim, a ASA decidiu que o anúncio não deve aparecer novamente e que a NetBet deve garantir que toda a publicidade futura não enalteça o jogo de tal forma.